# HD 127337
HD 127337，又名BD+05 2886，SAO 120504、HR 5424，是一颗恒星，视星等为6.02，位于銀經353.97，銀緯57.44，其B1900.0坐标为赤經14h 25m 45s，赤緯+5° 57.44′ 1″。